# Szupertoronyugrás a 2019-es úszó-világbajnokságon
2019. július 22. és július 24. között került sor a dél-koreai Kvangdzsu (Gwangju)ban – az úszó-világbajnokság keretein belül – a szupertoronyugrás versenyszámára, a Csoszon (Chosun) Egyetem területén.

## A versenyszámok időrendje
A világbajnokság eseményei helyi idő szerint (UTC +09:00):
| július 22., hétfő                      | július 23., kedd                | július 24., szerda                 |
| -------------------------------------- | ------------------------------- | ---------------------------------- |
| 11:30-12:45 Női 1-2. kör (selejtező)   | 12:00-13:15 Női 3-4.kör (döntő) | 12:00-13:30 Férfi 3-4. kör (döntő) |
| 14:00-15:30 Férfi 1-2. kör (selejtező) | 12:00-13:15 Női 3-4.kör (döntő) | 12:00-13:30 Férfi 3-4. kör (döntő) |

## A versenyen részt vevő nemzetek
Az eseményen 18 nemzet 35 sportolója – 22 férfi és 13 nő – vett részt.
| Részt vevő nemzetek férfi / nő megbontásban | Részt vevő nemzetek férfi / nő megbontásban | Részt vevő nemzetek férfi / nő megbontásban | Részt vevő nemzetek férfi / nő megbontásban | Részt vevő nemzetek férfi / nő megbontásban | Részt vevő nemzetek férfi / nő megbontásban |
| ------------------------------------------- | ------------------------------------------- | ------------------------------------------- | ------------------------------------------- | ------------------------------------------- | ------------------------------------------- |
| nemzet                                      | F                                           | N                                           | nemzet                                      | F                                           | N                                           |
| Ausztrália                                  | 0                                           | 2                                           | Luxemburg                                   | 1                                           | 0                                           |
| Brazília                                    | 0                                           | 1                                           | Mexikó                                      | 3                                           | 1                                           |
| Csehország                                  | 1                                           | 0                                           | Németország                                 | 0                                           | 1                                           |
| Egyesült Államok                            | 3                                           | 2                                           | Olaszország                                 | 1                                           | 0                                           |
| Egyesült Királyság                          | 3                                           | 1                                           | Oroszország                                 | 3                                           | 0                                           |
| Fehéroroszország                            | 0                                           | 1                                           | Románia                                     | 1                                           | 0                                           |
| Kanada                                      | 0                                           | 1                                           | Spanyolország                               | 0                                           | 1                                           |
| Kolumbia                                    | 2                                           | 1                                           | Svájc                                       | 1                                           | 0                                           |
| Lengyelország                               | 1                                           | 0                                           | Ukrajna                                     | 2                                           | 1                                           |

F = férfi, N = nő

## Eredmények

### Éremtáblázat
| #        | nemzet                   | arany | ezüst | bronz | összesen |
| 1        | Egyesült Királyság (GBR) | 1     | 0     | 1     | 2        |
| 2        | Ausztrália (AUS)         | 1     | 0     | 0     | 1        |
| 3        | Mexikó (MEX)             | 0     | 1     | 1     | 2        |
| 4        | Egyesült Államok (USA)   | 0     | 1     | 0     | 1        |
| összesen | összesen                 | 2     | 2     | 2     | 6        |

### Éremszerzők
| versenyszám | arany            | ezüst           | bronz            |
| Férfi       | Gary Hunt        | Steve LoBue     | Jonathan Paredes |
| Női         | Rhiannan Iffland | Adriana Jiménez | Jessica Macaulay |

## Statisztika
| Nőknél                           | Nőknél                           | Nőknél                           | Férfiaknál                       | Férfiaknál                       | Férfiaknál                       |
| A viadal legfiatalabb sportolója | A viadal legfiatalabb sportolója | A viadal legfiatalabb sportolója | A viadal legfiatalabb sportolója | A viadal legfiatalabb sportolója | A viadal legfiatalabb sportolója |
| Sportoló neve                    | Kor (2019. július 12. szerint)   | Nemzet                           | Sportoló neve                    | Kor (2019. július 12. szerint)   | Nemzet                           |
| -------------------------------- | -------------------------------- | -------------------------------- | -------------------------------- | -------------------------------- | -------------------------------- |
| Maria Paula Quintero             | 2000. június 23. (19 évesen)     | Kolumbia                         | Diego Rizo Rivero                | 1999. október 14. (19 évesen)    | Mexikó                           |
| A viadal legidősebb sportolója   |                                  |                                  |                                  |                                  |                                  |
| Sportoló neve                    | Kor (2019. július 12. szerint)   | Nemzet                           | Sportoló neve                    | Kor (2019. július 12. szerint)   | Nemzet                           |
| Adriana Jiménez                  | 1985. január 20. (34 évesen)     | Mexikó                           | Orlando Duque                    | 1974. szeptember 11. (44 évesen) | Kolumbia                         |